# Valadas Occitanas

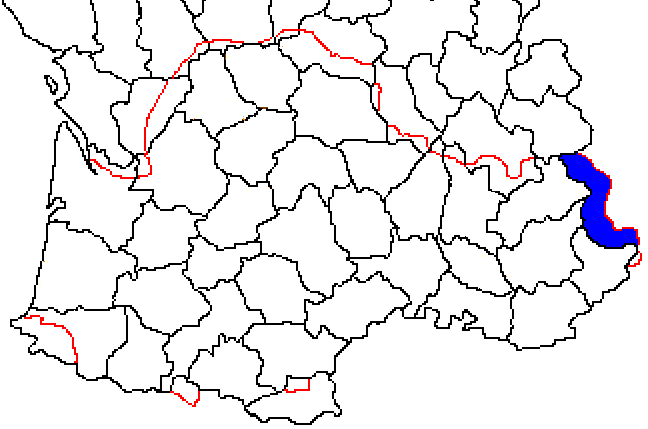
Mapa Valls Valdeses w Oksytanii

Valadas Occitanas (wł. Valli Occitane) – dolina w Oksytanii, należąca do Włoch. Leży także w regionie Piemontu i w nieznacznej części w Ligurii.
Powierzchnia Valadas Occitanas wynosi około 4500 km², a liczba ludności wynosi około 174 476.

## Gminy
- L'Abaïa (Abbadia Alpina, gmina Pineròl)
- Angruenha (Angrogna)
- Bardonescha (Bardonecchia)
- Barge
- Bibiana (Bibiaba)
- Bricairàs (Bricherasio)
- Buebi (Bobbio Pellice)
- Campilhon e Fenil (Campiglione-Fenile)
- Cesana (Cesana Torinese)
- Chantaloba (Cantalupa)
- Chaumont (Chiomonte)
- Las Clavieras (Claviere)
- L'Envèrs de Pinascha (Inverso Pinasca)
- Exilhas (Exilles)
- Finistrèlas (Fenestrelle)
- Frussasc (Frossasco)
- Lo Grand Sause (Sauze d’Oulx)
- Lusèrna Sant Joan (Luserna San Giovanni)
- Luserneta (Lusernetta)
- Massèl (Massello)
- Ors (Ols, Oulx)
- Peirosa (Perosa Argentina)
- Perier (Perrero)
- Pinascha (Pinasca)
- Pomaret (Pomaretto)
- Las Pòrtas (Porte)
- Praal (Prali)
- Praamòl (Pramollo)
- Prajalats (Pragelato)
- Prarustin (Prarostino)
- Rolei (Roletto)
- Roraa (Rorà)
- Roure
- Salbertrand
- Salsa (Salza di Pinerolo)
- Sant German de Cluson (San Germano Chisone)
- Sant Pèire (San Pietro Val Lemina)
- Sant Seond (San Secondo di Pinerolo)
- Sestrieras (Sestriere)
- Taluc (Talucco, gmina Pineròl)
- La Torre de Pèlis (Torre Pellice)
- Usseaus (Usseaux)
- Lhi Vialars (Villar Perosa)
- Lo Vilar de Pèlis (Villar Pellice)